# Åsa Petersen
Åsa Petersen, född 6 december 1976, är en svensk journalist och författare, som har arbetat som ledarskribent och krönikör på socialdemokratiska Aftonbladet.
Hon har skrivit böckerna Bortom normen (2001), Bortom normen 2.0 (2007) och Mitt queera hjärta (2011). 
Åsa Petersen har även varit ledarskribent på de socialdemokratiska tidningarna Piteå-Tidningen, Dala-Demokraten och NSD. Hon har varit nyhetskrönikör på Norrbottens-Kuriren och frilansjournalist med uppdrag åt bland annat Dagens Arena, Aftonbladet och ETC.
Hon var politiskt sakkunnig hos jämställdhetsminister Mona Sahlin mellan november 2003 och juni 2004, samt hos arbetsmarknads- och jämställdhetsminister Eva Nordmark 2022.
Petersen belönades med Regnbågspriset 2006 för sin opinionsbildning för sexuellt likaberättigande. Hon är ursprungligen ifrån Luleå och har varit socialdemokratisk kommunpolitiker. År 1997 tilldelades hon 25 000 kronor av Avisa centralredaktions debattstipendier till minne av de två journalisterna och debattörerna Bengt Ahlqvist och Sven O. Andersson.
Hon har varit talskrivare på Kommunal och är talskrivare på IF Metall.
Hon är dotter till Ewa Hedkvist Petersen och Karl Petersen.

## Priser och utmärkelser
- 2006 – Regnbågspriset